# Santa Rita de Minas (kommun)
Santa Rita de Minas är en kommun i Brasilien.   Den ligger i delstaten Minas Gerais, i den sydöstra delen av landet, 800 km sydost om huvudstaden Brasília. Antalet invånare är 6 552.
Följande samhällen finns i Santa Rita de Minas:
- Santa Rita de Minas

Omgivningarna runt Santa Rita de Minas är en mosaik av jordbruksmark och naturlig växtlighet. Runt Santa Rita de Minas är det ganska tätbefolkat, med 56 invånare per kvadratkilometer.